# Stereonephthya ilex
Stereonephthya ilex is een zachte koraalsoort uit de familie Alcyoniidae. De koraalsoort komt uit het geslacht Stereonephthya. Stereonephthya ilex werd in 1931 voor het eerst wetenschappelijk beschreven door Thomson & Dean. 